# 巴別塔

老彼得·勃鲁盖尔所画的《巴別塔》（1563年）

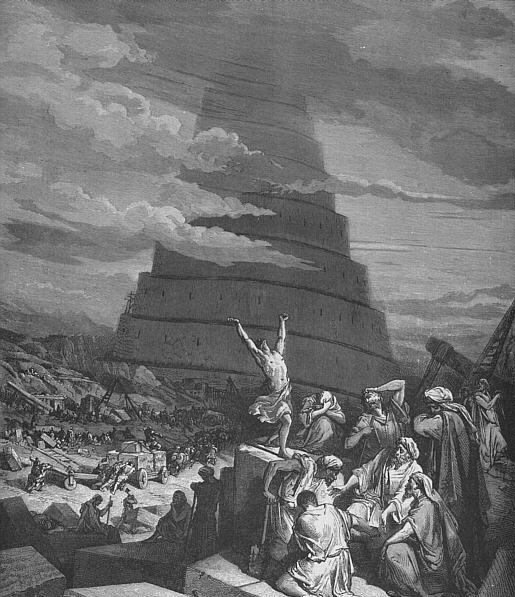
古斯塔夫·多雷所做的名为《语言的淆乱》（The Confusion of Tongues）的版画 (1865)

巴比倫塔（羅馬化：Migdal Bāḇēl），也译作巴貝耳塔（天主教思高本）、巴別塔，或意译爲通天塔，本是犹太教《塔納赫·创世纪篇》（该书又被称作《希伯来圣经》或者《旧约全书》）中的一个故事，说的是人类产生不同语言的起源。在这个故事中，一群只说一种语言的人在“大洪水”之后从东方来到了示拿地区，并决定在这修建一座城市和一座“能够通天的”高塔；上帝见此情形就把他们的语言打乱，让他们再也不能明白对方的意思，並把他们分散到了世界各地。
根据一些现代学者的看法，巴别塔和一些已知的建筑物之间存在联系，其中一个十分著名的就是“埃特曼安吉神庙”，一座由新巴比倫帝國国王那波帕拉薩爾修建献给美索不达米亚的神马尔杜克的塔庙（大约是在公元前610年建造）。这座“巴比伦大金字塔”高91（300英尺）。亚历山大大帝在公元前331年左右下令拆毁这座神庙好在原址上建造他的陵墓。在苏美尔故事《恩麦卡尔和阿拉塔王》中也出现了相似的情节。

## 相关故事

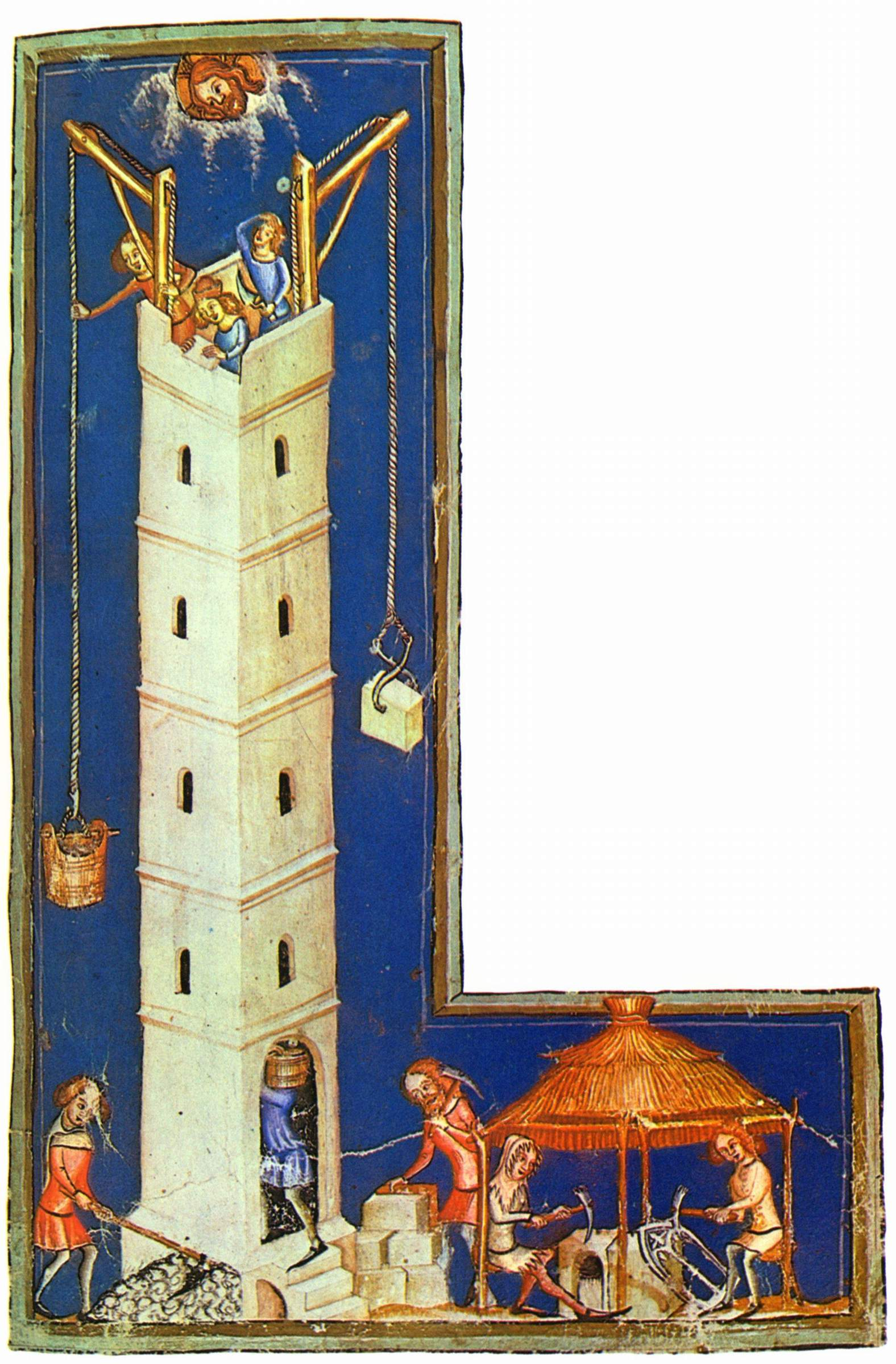
中世纪晚期（约1370年代）德国的一幅描绘修建巴别塔的绘画

創世記第11章1-9句记录了“巴别城”的故事。当时地上的人们都说同一种语言，当人们离开东方之后，他们来到了示拿之地。在那里，人们想方设法烧砖好让他们能够造出一座城和一座高耸入云的塔来传播自己的名声，以免他们分散到世界各地。上帝来到人间后看到了这座城和这座塔，说一群只说一种语言的人以后便没有他们做不成的事了；于是上帝将他们的语言打乱，这样他们就不能听懂对方说什么了，还把他们分散到了世界各地，这座城市也停止了修建。这座城市就被称为“巴别城”。圣经是这样描写的：
4 他们说，“来吧，我们要建造一座城和一座塔，塔顶通天，为了扬我们的名，免得我们被分散到世界各地。”
5 但是耶和华降临看到了世人所建造的城和塔。
6 耶和华说，“看哪，他们都是一样的人，说着同一种语言，如今他们既然能做起这事，以后他们想要做的事就没有不成功的了。”
7 让我们下去，在那里打乱他们的语言，让他们不能知晓别人的意思。
8 于是耶和华使他们分散到了世界各地，他们也就停止建造那座城。

9 因为耶和华在那里打乱了天下人的言语，使众人分散到了世界各地，所以那座城名叫巴别。——創世記11:4–9

### 坍塌
《创世纪》中并没有提及任何有关巴别塔毁灭的事情，只说那些被打乱了语言的人被分散到了世界各地并且停止了建造他们的城市。但是在其他资料，比如《禧年书》（第10章18-27），克利厄斯·亚历山大的手稿（第10卷），阿拜登斯的手稿（第5卷和第6卷），約瑟夫斯的《犹太古书》1.4.3以及《西比拉神谕》（第3卷117-129）中则记载的是上帝用大风推倒了这座塔。在米德拉什中说，塔顶被烧毁，塔底被埋入了大地，塔身则立在原地随着时间流逝而不断遭到侵蚀。

## 词源
“巴别塔”这个词从没在《聖經》中出现过；经常只是以“那座城和那座塔”（אֶת-הָעִיר וְאֶת-הַמִּגְדָּל‬）的字样或者就是“那座城”（הָעִיר‬）。“巴别”的意思是“上帝之门”，源于阿卡德語中的bab-ilu（𒁀𒀊 𒅋𒌋），bab的意思是“门”，ilu的意思是“上帝”。 根据《圣经》中的解释，该城的名字“巴别”来源于希伯来语balal，意思是“混乱”。

## 解读

### 主旨
这个故事解释了“语言的混乱”，也就是人类语言多样的原因。故事的主旨“神与人的斗争”贯穿于“创世纪”以及“伊甸园中的亚当和夏娃”的情节中。 在公元1世纪弗拉維奧·約瑟夫斯所著的对圣经的犹太解释中，是暴君宁录建造巴别塔的，他想以此傲慢的举动来表示对上帝的不屑。但是，这部权威著作在当代也遭到了一些挑战，人们研究的更多的是约瑟夫在文章1、4、6卷大力宣扬的“文化和语言的同次性”。 在这部分文字中，上帝的行为不仅是对人类傲慢的惩罚，也是文化多样性的缘由，巴别塔被看做是“文明的摇篮”。

### 体裁
巴别塔的故事（《创世纪》11.1–9）是属于释源体裁的故事，是对一类现象的解释。释源体裁的作品是用来解释风俗习惯、仪式、地理特征、名称和其他现象来由的叙事作品。 巴别塔的故事解释了语言多样化的原因：上帝担心人类会因为过度自由而而肆意妄为，所以他让语言变得多种多样。 也正因为如此，人类被分成了不同的语言群体，再也不能明白对方的话。

### 作者和来源考证
一直以来，人们认为《摩西五经》的作者是摩西；但是到了19世纪，尤利烏斯·威爾豪森提出了底本學說， 认为《摩西五经》有四个出处：耶和华文献（J）、伊罗兴文献（E）、和祭祀文献（P）和申命记作者（D）。在这种假说中，巴别塔的故事出自耶和华文献。巴别塔故事的“释源体”叙事风格（参见上文“体裁”）被认为是典型的耶和华文献风格。

## 历史语境
圣经学者不一定把创世纪解释为严格的历史事件的记录。 尽管如此，巴别塔的神话可以用其语境来解释。

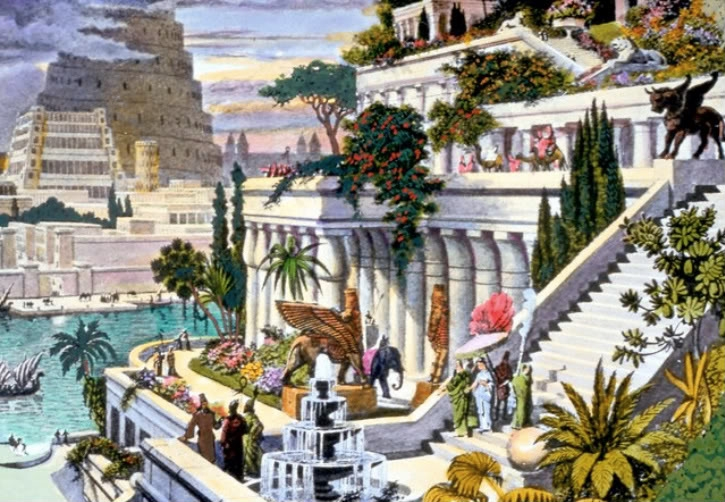
19世纪的“巴比伦空中花园”，画中的背景是“巴别塔”。

创世纪10:10中描述巴别塔（LXX：Βαβυλών）是宁录王国的一部分。圣经中并没有提及是宁录下令修建巴别塔的，但是有许多文献资料都认为巴别塔的修建和宁录有关。
创世纪11:9中提到希伯来语中的“Babel”这两个字来源于动词“balal”，在希伯来语中意为“使困惑”或“使混乱”。1世纪的罗马犹太作家弗拉維奧·約瑟夫斯也有过相似的论述，他认为这座塔的名字来源于希伯来语Babel（βαβὲλ），意思是“混淆”。 该词在“七十士譯本”中对应的希腊文是“巴比伦”（Βαβυλὼν），词源是阿卡德語中的“Bāb-ilim”，意为“神之门”，指的是古苏美尔地区（圣经中的示拿地）的巴比伦神庙金字塔。如今古巴比伦的遗迹保留在伊拉克巴比倫省的希拉城附近。
创世纪11:8–9还记载了在巴别城被废弃之后，耶和华就将在《创世纪》第十章所列出的居住在示拿地区的挪亞的子孙（“挪亞眾子”）分散到了世界各地。一些人认为这与之前《创世纪》10:5所描述的“这些人的后裔将各国的地土、海岛分开居住，各随各的方言、宗族立国”与后来巴别塔故事的开场“那时，天下人的口音言语都是一样。”（《创世纪》11:1）相矛盾。 但是，这种观点的成立条件是10:5与11:1中的发生的事件遵守严格的时间先后顺序；但传统的犹太基督教解释是10:5中的记载和后来在11:9中更加详细的记载指的都是同一件事。后来解决《创世纪》10:5和11:8-9中自相矛盾内容的是底本學說，该学说认为这些内容的不同来源才是造成内容矛盾的原因。圣经学者们猜想《创世纪》中的故事有四个出处（J, E, P, D），10:5出自“祭祀文献”（ P），而11:8-9（实际上整个巴别塔故事）则出自“耶和华文献”（J）。

## 巴比伦埃特曼安吉神庙

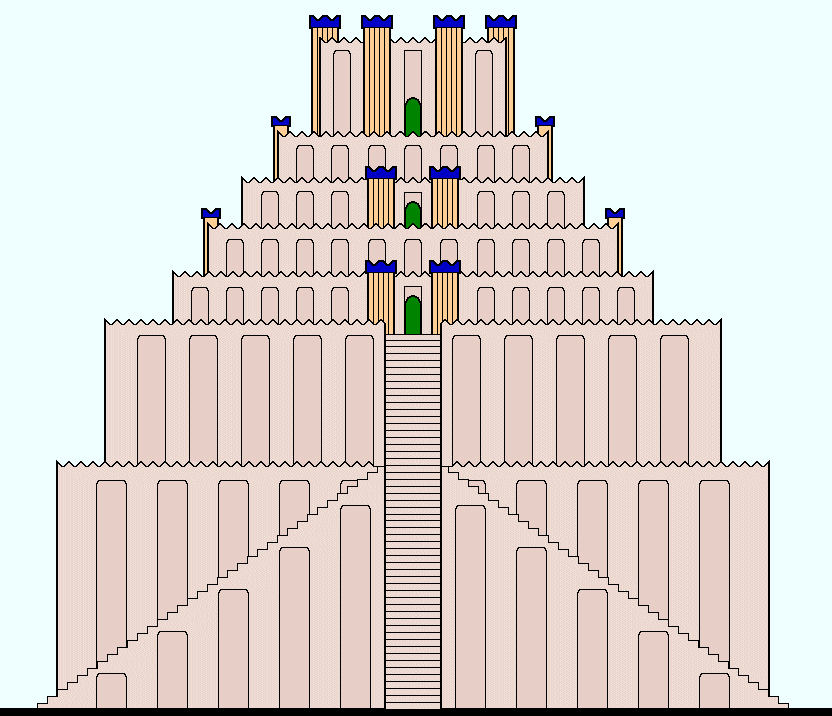
埃特曼安吉神庙的重建图，高91 m。

埃特曼安吉（苏美尔语，意为“天地之基神庙”）是一座在巴比伦修建来供奉马杜克的神庙的名字。后期著名的重建工作是由公元前6世纪的新巴比倫帝國统治者那波帕拉薩爾和尼布甲尼撒二世实施。根据一些当代学者的看法，如史蒂芬·L·哈里斯，圣经中巴别塔的故事很有可能是在“巴比伦之囚”时期受到了埃特曼安吉神庙的影响。
那波帕拉薩爾还写道最初的那座塔在古代就已经建造了，“之前有一位国王建造了一座‘大地七灯庙’，但是顶端的工程还没有完成。很久以后，人们逐渐废弃了这座神庙，从此地震和雷电就不断的摧毁着那早已被太阳晒的干裂的墙体；砖块都开始瓦解，内部的结构也早已变成一堆废墟。
艾萨克·阿西莫夫在他的《阿西莫夫圣经指南》一书中猜想写《创世纪》11:1-9内容的人是受到了当时巴比倫帝國一座未能建造完成的神庙的启发，而且错误的认为两个单词之前存在联系，并因此“《创世纪》的作者认为“Babel"来源于希伯来语中的“babal”，其意思为‘杂乱的’，‘迷惑的’，‘混淆的’”。
2011年，学者们在史柯源收藏品中发现了迄今为止最早的埃特曼安吉神庙的画作。 “巴别石柱塔”（如今的名字）可以追溯到公元前604-562年的尼布甲尼撒二世时期。
希腊历史学家希羅多德（公元前440年）曾写到过巴比伦神庙，他称其为“宙斯的神殿”，其中描述了神庙的庞大。
本就已经破败不堪的巴比伦神庙最终在亚历山大大帝的一次重建中毁于一旦。他成功将塔的瓦片移到了另一个地方，但是他死后重建工作也随之停止。

## 文献记载

### 《禧年书》
《禧年书》中有至今为止有关巴别塔最详细的叙述。
他们开始建造城和塔。他们用火烧砖，把砖当石头来用。他们又拿石漆当灰泥，石漆来自海水和希纳尔的泉水。他们用了四十三年的时间来建城和造塔。塔的宽度有203块砖。每块砖的长度是高度的三倍。塔的高度是5433腕尺又2掌。〔塔的墙〕长十三斯塔德。（《禧年书》10:20-21,1913年查理译本）

### 《斐洛圣经古代史》
《斐洛圣经古代史》是最早记述有关内容的作品之一（大约在公元70年），但是人们普遍认为这本书并非斐洛所写。该书记载指挥建造巴别塔的人不只是含米特王子宁录，还有闪米特王子约坍以及雅弗人的王子、多单的儿子芬内克。有十二个人因为拒绝用砖造塔而被逮捕，其中包括亞伯拉罕、羅得、拿鹤和约坍的几个儿子，但是约坍最终还是将这十二个人从另外两个王子的盛怒之下救了出来。

### 約瑟夫斯的《犹太古书》

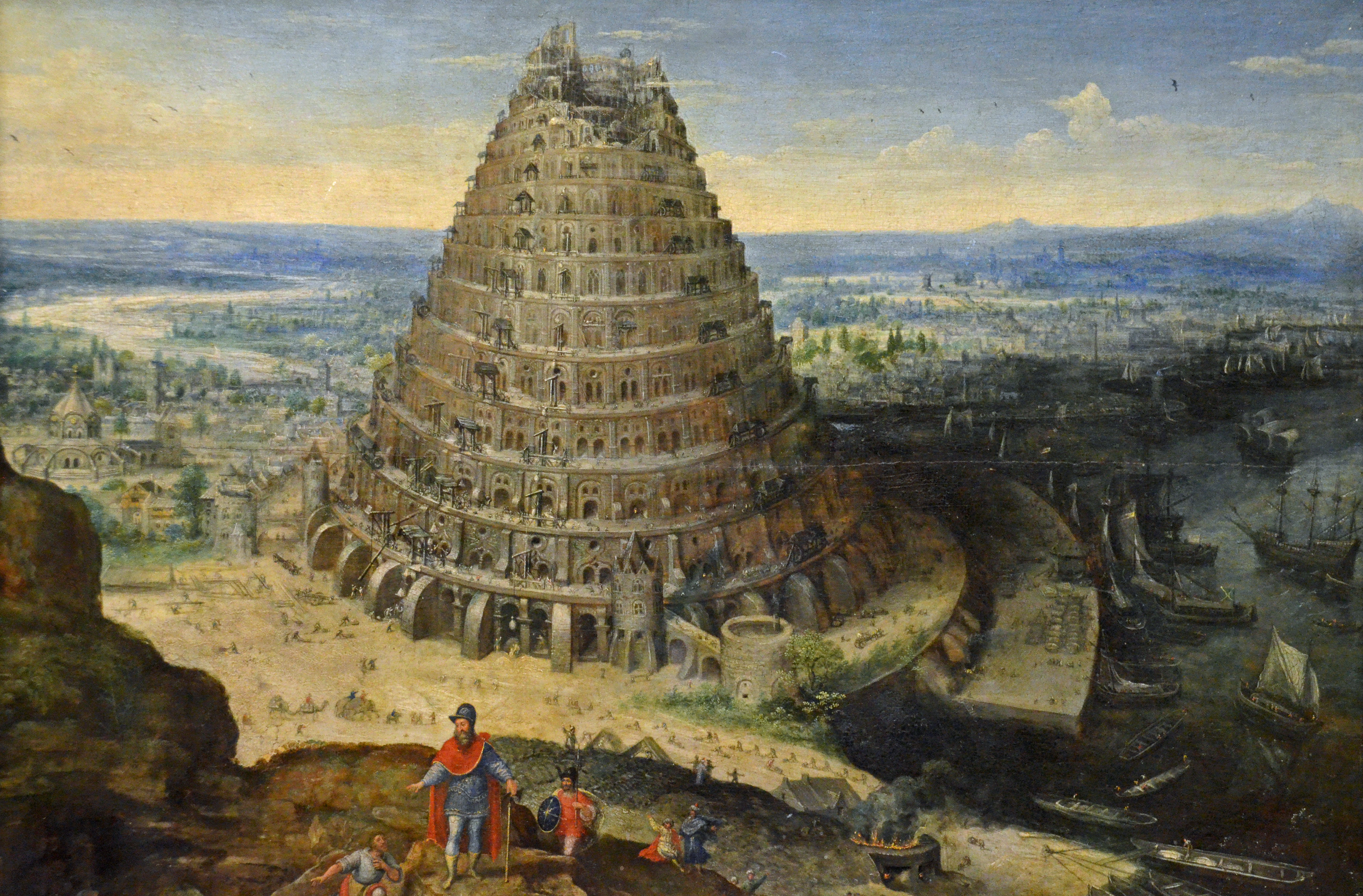
卢卡斯·范·法尔肯博赫在1594年所画的“巴别塔”，现收藏于卢浮宫

犹太-罗马历史学家弗拉維奧·約瑟夫斯在他的《猶太古史》（大约在公元94年成书）所描述的历史事件和在希伯來聖經中所发现的内容相近，而且其中还提到了巴别塔。他在书中写到是宁录修建了这座塔，而宁录则是一个想让人们远离上帝的一个暴君。在这本书中，上帝让人们变得无法交流而不是毁灭人类的原因是即使是大洪水那样的灾难也没能让人们变得虔诚。
根据该书记载，是宁录教唆人们反抗和藐视上帝的。宁录是汉姆的孙子，诺亚的儿子，没有头发，臂力惊人。他劝人们不要将幸福归功于上帝，就像是因为他人们才过得如此幸福那样，他还让人们相信是他们自身的勇气造就了他们如今的幸福生活。他在意识到无法将人们因恐惧而对上帝产生的信仰转变成对他能力的信任后就开始实行暴政；后来众人都听从宁录的指示，将对上帝的屈服看做是一种软弱的行为；他们开始不辞劳苦地建造一座塔，丝毫也不敢怠慢这件事，由于参与修建的人很多，塔建的很高，速度也比被人们预想的要快。虽然塔建得很高，也很结实，但是从远处看的时候，人们总感觉它并没有实际上那么宏伟。他们用瀝青来烧砖，再用泥浆将砖块粘合，所以塔的防水性能很好。当上帝看到他们的疯狂举动时，他决定不再毁灭他们，因为他认为他之前毁灭的那些罪人（“大洪水中的人”）并没有让他们从中吸取教训；但是他却让他们之间产生了不同的语言，这让他们陷入了一片喧闹之中；因为语言不同，他们再也不能听懂对方的意思。他们当初建造那座塔的地方现在被叫做“巴比伦”，因为那个能让他们自由交谈的语言就是在这开始被打乱的；“巴别”在希伯来语中的意思就是“混乱”。

### 希腊的《巴鲁克启示录》
《巴鲁克第三启示录》（约出现于2世纪）是偽典中的一部，描述了有罪的人和正直的人在来生都得到了应得的惩罚和奖励，那些罪人中就有当初煽动建造巴别塔的人。 这部作品中巴鲁克有时以第一视角（在异象中）描述了那些“建造了一个向上帝表示不满的塔，然后主便将他们放逐”人们的安息之地，有时则会以狗的形态出现在另一个地方。
因为那些为修建巴别塔建言献策的人，无数的男人和女人都被迫去烧制砖块。其中有一个女人，即使是在她快分娩的时候也不被允许离开，于是孩子在她烧砖的时候出世了，她只能把孩子放在围裙里，背在身上，然后继续去烧砖。后来上帝出现了，打乱了他们的语言，当时他们正把塔建到463腕尺高。人们还曾拿着一个尖锐的手钻想把天堂刺破，他们高喊道“让我们看看天堂是用泥土、黄铜还是钢铁做成的吧”。上帝看到他们的行为后自然不允许他们这么做，他让人们变得目盲，并且打乱了他们的语言，于是他们就成了现在的样子。（《巴鲁克第三启示录》3:5-8）

### 米德拉什
拉比文献记录了许多关于建造巴别塔的各种缘由以及建造者的不同意图。根据其中米德拉什的一篇文章，修建塔的人们，犹太人的作品中称其为“分离的一代”，说：“上帝无权让自己居住在天堂，却把我们留在凡间；因此我们要建一座塔，塔上放上一个拿着剑的塑像，让他看起来就像在跟上帝宣战一样”。
建造巴别塔不仅是对上帝表示不敬，也是对亞伯拉罕表达不敬，亚伯拉罕曾告诫建造者们要虔诚信仰上帝。文章中还提到修建塔的人对上帝出言不逊，说天堂每隔1656年就会摇晃一次好让天水能够倾倒在大地上，所以他们才要用柱子把天堂撑住防止灾难再次发生。
当时有些人甚至想在天堂中发动对上帝的战争（见《塔木德》）。当他们见到射上天空的箭掉到地面后还在滴血时，他们备受鼓舞，因为人们认为他们可以向居住在天堂中的神们宣战了（见雅煞珥书9:12-36）。根据約瑟夫斯和“拉比以列谢圣章”14章的说法，宁录是教唆他的同伙修建巴别塔的主犯，但是其他的希伯来文献则称宁录和修建塔的人没什么关系。
根据米德拉什的记载，有三分之一的巴别塔建造者受到上帝的惩罚，变成了半人半魔的怪物，而且被放逐到了三个平行世界中，如今他们的子孙还居住在那儿。

### 《摩爾門經》
在《摩爾門經》中，一位叫做雅列和他的家人在“巴别塔”时期向主呼求不要打乱他们的语言。由于他们的祈祷，主保留了他们的语言并且指引他们去了名為“宁录”的山谷，他们便从那儿坐船来到了美洲。
耶穌基督後期聖徒教會一直都被告诉有关巴别塔的故事不是传说或寓言故事，而是真实的历史事件。“虽然如今许多人都认为有关‘大洪水’和‘巴别塔’的故事都是虚构的，耶穌基督後期聖徒教會的人却坚信它们曾确实发生过”。

## 类似神话、文化影响

### 苏美尔神话
苏美尔神话中有一个和巴别塔传说相似的故事，叫做“恩麦卡尔与阿拉塔之王”， 讲的是烏魯克的恩麦卡尔要在埃里都建造一座庞大的神庙并且要求阿拉塔人贡献宝物来帮助修建，他曾经念动咒语恳求神恩基恢复（克雷默的翻译为“瓦解”）有人类居住地区的语言统一性，也就是当时的斯巴图地区、哈马兹地区、苏美尔地区、阿卡德地区和马尔图地区，“愿全天下所有受到恩泽眷顾的人们都用一种语言来称呼恩利尔”（注：“恩利尔”为苏美尔神话中的主神）

### 伊斯兰教传统

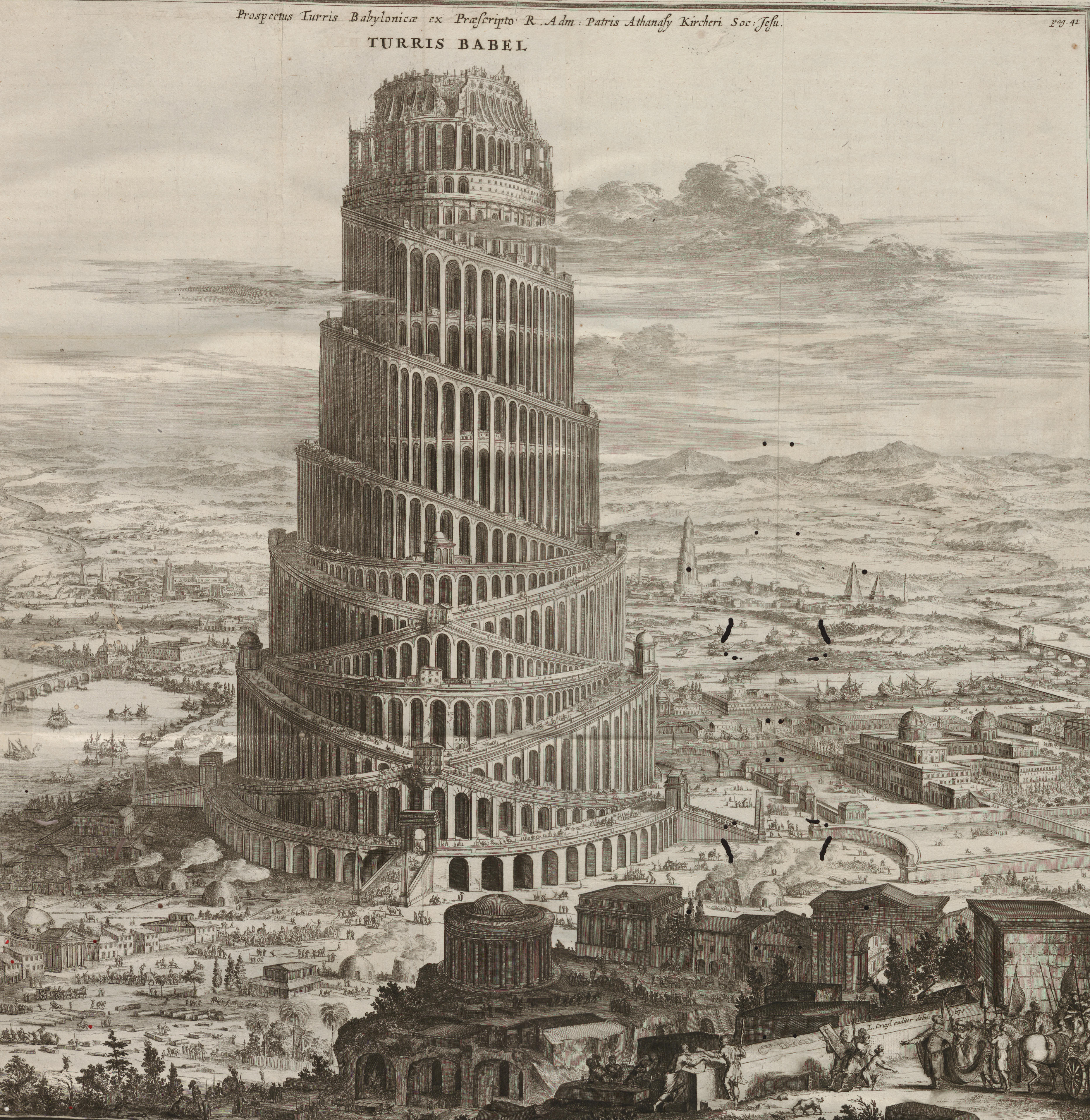
阿塔纳斯·珂雪所画的“螺旋巴别塔”

《古兰经》中也有一篇和《圣经》中的巴别塔故事相似的描写，只不过当中没有提及塔的名称，故事背景也是在摩西时代的埃及：法老让哈曼为他建造一座石塔（也有说是土塔），好让他能上天堂见到摩西。
而在《古兰经》2:102则提到了“巴比尔”这个名字，但是故事是这样的：天使哈努特和玛努特向部分巴比伦人传授魔法，后来却又警告他们说魔法是一种罪恶，他们传授魔法只是对他们忠诚的考验。
在雅谷特的書和《阿拉伯人之舌》中则提及了一个更详细的“巴比尔”的故事，但是并没有提到塔：人类被一阵大风挂到了一处他们后来称之为“巴比尔”的地方，上帝在那里将不同的语言分配给他们，然后用同样的方式将人类分散到各处。9世纪的一位穆斯林神学家塔巴里在他的书籍《先知与王的历史》中对此给出了更详细的叙述：宁录在巴比尔建造了这座塔，上帝毁了这座塔，然后当时人类的语言，古叙利亚语，分化为72种语言。13世纪的另一名穆斯林历史学家，阿布·菲達也说过同样的故事，还补充说上帝允许族长希伯（亚伯拉罕的祖先）保留最初的语言，希伯来语，因为他没有参与塔的建造。
根据作家Yahiya Emerick的观点，虽然伊斯兰传说中存在着许多和犹太基督教的“巴别塔”故事相似的成分，但是，圣经中“上帝将人类按照语言不同而分开”的中心思想却是和伊斯兰教不同的。他说，在伊斯兰教看来，上帝创造国家是为了让他们互相了解而不是将他们分开。

### 爱尔兰传说
在一些爱尔兰文献，如《夺取爱尔兰记》和《學者讀本》中都称他们的传奇国王Fenius Farsa选取了被打乱语言中的精华后将它们融合在一起，创造了戈伊德尔语，也就是愛爾蘭語的前身。

### 西方文化
歷史語言學家们一直在研究有关“单一语言”的理论。从中世纪一直到17世纪，人们一直在尝试找到仍在使用的“亚当语”的派生语言。
老彼得·勃鲁盖尔那幅被人们所津津乐道的《巴别塔》以罗马斗兽场为原型，而后来有关巴别塔的绘画（如古斯塔夫·多雷的作品）在造型上更像19世纪探险家们在当地发现的穆斯林塔，其中著名的有薩邁拉大清真寺。M·C·埃舍尔在其表现这个故事的木刻中更具风格的几何构造。
作曲家安东·鲁宾斯坦曾根据该故事创作出了歌剧《巴别塔》（Der Thurm zu Babel）。
美国舞蹈家Adam Darius曾于1993年在伦敦的當代藝術學院上演过一出用多种语言表演的"巴别塔"舞台剧。
弗里茨·朗1927年的电影“大都会”中的一个闪回镜头则展现了居住在城市高塔中的上层人士与居住在地下的工人之间因缺少沟通而导致的不和。而这最终也引发工人因无法忍受恶劣的工作环境而起义并摧毁了这座塔。
A·S·拜厄特在他的小说《巴别塔》（1996）中探讨了这样一个问题：“语言能否被分割？如果不能的话，为什么人们在交谈的时候却不能理解对方的话呢？”

### 其他与塔有关的传说
在美洲中部还流传着许多和巴别塔相近的传说。一些作家还将乔鲁拉大金字塔和巴别塔联系起来，但也有人认为二者没什么关系。道明會修道士蒂亚戈·杜兰（1537-1588）称他曾在墨西哥被征服后不久在乔鲁拉从一个一百岁的神父口中听到过关于金字塔的叙述，说当阳光首次照到地面的时候，巨人们便开始去寻找太阳；毫无成果之后，他们就建造了一座直通天际的塔。一位天堂中的王对此勃然大怒，他命令天堂中的人民摧毁了这座塔，而且将巨人们分散开来。这个故事和“大洪水”以及“语言的混乱”都没有什么联系，但是弗雷泽认为巨人们建造的这座塔以及他们后来的天各一方都和巴别塔存在联系。
在一个当地历史学家Fernando de Alva Cortés Ixtlilxóchitl（1565？-1648）认为出自古托尔特克人的故事中，人类在大洪水之后数量急速增加，而且还建造了一座“zacuali”(意为高塔)，来保护他们免遭下一场次大洪水的灾难。但是，他们的语言却被打乱，他们也被分散到世界各地。
而在托赫诺奥哈姆族人的另一个故事中，蒙特苏马在大洪水中躲过一劫后变成了一个邪恶的人，他想要建造一座直通天堂的房子，但是上帝用闪电击毁了这座房子。（班考夫特，第三卷，76页；在“亚利桑那州历史”中也曾出现过这个故事）
而根据戴维·利文斯通的记载，他在非洲遇到的居住在恩加米湖附近的人们就有这样一个传说，只不过还加上了“修建者的头被掉下来的脚手架砸破了”（ Missionary Travels，26章）
在苏格兰社会人类学家詹姆士·乔治·弗雷泽爵士于1918年出版的《旧约中的民俗》一书中，记录了旧约中诸如“大洪水”这样的故事以及世界各地传说之间的相似性。他用在《洛奇神话集》中找到的一个传说证实了利文斯通的描述。在这个故事中，一群恶人用桅杆堆了一座塔想去追随“尼杨贝”——一个顺着蜘蛛网逃到天堂的造物主，这群人后来被坍塌的桅杆砸死了。弗雷泽还记录了一个在非洲阿善堤地区类似的传说，只不过把桅杆换成了粥杵。根据他的叙述，刚果和坦桑尼亚也有过类似的传说——人们把木棍和树木堆起来好登上月球，结果失败了。 他还说印度阿萨姆邦的卡尔比人和库基人中也有类似的故事。弗雷泽还认为缅甸克伦邦人也受到亚伯拉罕教的影响——该民族认为他们的祖先本是亚当的第30代后裔克耶族；在语言产生分歧后，克伦族就从原克耶族分出而移居到了现在的地方。他还注意到在阿德默勒尔蒂群岛也流传一个版本，叙述那里的人们语言混乱导致无法建成通天房屋。
在尼泊尔和印度北部的塔鲁人也有一个相似度极高的故事。（《Report of the Census of Bengal》，1872年，160页）

### 语言的分化
世界各地还流传着许多有关神将最初的一种语言分化成好几种语言的传说，不过这些传说中都没有提到与塔有关的事物。除了希腊神话中赫耳墨斯混淆语言迫使宙斯让位给甫洛纽斯的故事外，弗雷泽还特别提到了在肯尼亚的瓦萨尼地区、阿萨姆邦的卡沙那加人、澳大利亚因康特湾地区、加利福利亚迈杜人、阿拉斯加特林吉特人、以及危地马拉的基切人中都流传有有类似的故事。
爱沙尼亚神话“语言的调和”中也有类似的情节。

### 中国《尚书》的“绝地天通”
《国语·楚语下》：昭王问于观射父，曰：「《周书》所谓重、黎寔使天地不通者，何也？若无然，民将能登天乎？」对曰：「非此之谓也。古者民神不杂。民之精爽不携贰者，而又能齐肃衷正，其智能上下比义，其圣能光远宣朗，其明能光照之，其聪能月彻之，如是则明神降之，在男曰觋，在女曰巫。是使制神之处位次主，而为之牲器时服，而后使先圣之后之有光烈，而能知山川之号、高祖之主、宗庙之事、昭穆之世、齐敬之勤、礼节之宜、威仪之则、容貌之崇、忠信之质、禋洁之服，而敬恭明神者，以为之祝。使名姓之后，能知四时之生、牺牲之物、玉帛之类、采服之仪、彝器之量、次主之度、屏摄之位、坛场之所、上下之神、氏姓之出，而心率旧典者为之宗。于是乎有天地神民类物之官，是谓五官，各司其序，不相乱也。民是以能有忠信，神是以能有明德，民神异业，敬而不渎，故神降之嘉生，民以物享，祸灾不至，求用不匮。
及少皞之衰也，九黎乱德，民神杂糅，不可方物。夫人作享，家为巫史，无有要质。民匮于祀，而不知其福。烝享无度，民神同位。民渎齐盟，无有严威。神狎民则，不蠲其为。嘉生不降，无物以享。祸灾荐臻，莫尽其气。颛顼受之，乃命南正重司天以属神，命火正黎司地以属民，使复旧常，无相侵渎，是谓绝地天通。……」
《书·吕刑》：“乃命重黎，绝地天通，罔有降格。”《尚书孔氏传》： “重即羲，黎即和。尧命羲和世掌天地四时之官，使人神不扰，各得其序，是谓绝地天通。言天神无有降地，地祇不至於天，明不相干。”

中国古神话传说：黄帝时代，民神杂糅，神可以自由的上天下地，而人也可以通过天梯——即“昆仑山，黄帝所造”往来于天地之间。颛顼对天地间的秩序进行一次大整顿。他命“重”（颛顼帝的孙子）两手托天，奋力上举；令“黎”（颛顼帝的孙子）两手按地，尽力下压。于是，天地之间的距离越来越大，以至于除了昆仑天梯，天地间的通道都被隔断。颛顼还命令“重”和“黎”分别掌管天上众神事务及地上神和人的事务。此后，天地间神人不经“重”“黎”许可便不能够随便上天下地。

## 塔的高度
《创世纪》中并没有提及这座塔的高度，描写这座塔时用的是“塔顶通天”（见《创世纪·第十一章》第四句），后来这四个字成为形容某样事物高的吓人的俚语；这句话并不带有任何傲慢的意思，只是一种被人们用慣形容“高”的一种表达而已。但是许多非正统的文学作品中都提及了这座塔的高度。
《禧年书》中提到巴别塔高5433腕尺2掌宽，相当于现在的2,484（8,150英尺），是哈里發塔高度的三倍，大约是1.6英里。《巴鲁克第三启示录》中则提到塔高463腕尺，大概是211.8米（695英尺），在高324（1,063英尺）的艾菲爾鐵塔于1889年建成之前，它一直是人类历史上最高的建筑物。
都爾的額我略在其大约是公元594年的作品中引用了之前一位历史学家奥罗修斯的话（约是公元417年），“塔是在一处十分平坦的地面上沿四周展开修建的。墙体是用沥青烧制成的砖块接合而成，宽50腕尺，高200腕尺，周长为470斯塔德。每一侧都有25扇门，总共是100扇门。每扇门的门板都十分巨大，而且都由青铜铸成。奥罗修斯还讲述了许多和这座城市有关的故事，还说“虽然它是如此的辉煌，但最终还是被毁灭了，不复存在。”
中世纪的乔瓦尼·维拉尼认为“塔的周长是80英里，高4,000佩斯，即5.92（3.68英里），厚度是1000佩斯，而一佩斯是3英尺。” 14世纪的游者约翰·曼德维尔也记载过有关巴别塔的事，而且他根据当地居民的说法称塔的高度是64弗隆，也就是13（8英里）。
17世纪的历史学家维斯特根则认同伊西多尔的观点，说巴别塔高5,164佩斯，相当于7.6（4.7英里），宽1,000佩斯，还引用了约瑟夫的话：塔的宽度比其高度更长，与其称其为一座塔不如称其为一座山。他还引用了一些匿名作家的话，他们说塔的螺旋式台阶很宽，宽到能为工人和动物提供居所，还有的作家称台阶上还有田地用来为参与建造的动物种植谷物。
J.E. Gordon博士在他的书《结构科学：事物为什么不会倒下》中也曾探讨过巴别塔的高度问题，他写到“石块的重量大概是每立方英尺120磅（每立方公尺2000千克），而它们的抗压强度通常都大于6,000磅力每平方英寸，也就是4千万帕斯卡。计算表明，如果塔的墙壁互相垂直建造的话，在达到2.1（1.3英里）高度的时候，塔底的石块就会被压碎。但是如果他们建造的塔是锥形的话，那么希纳尔人们早就在石块撑不住自身重量之前就因为氧气稀薄而呼吸困难了。”

## 分化的语言数量
有几部中世纪的编年史作品曾试图列举出在巴别塔时代产生的语言数量。由于《创世纪》第十章（LXX）中列出了诺亚后代的名字，其中15个是雅弗的子孙，30个是哈姆的子孙，27个是闪的子孙，因此巴别塔时期后一共产生了72种语言的说法便逐渐被人们接受，不过随着时间推移，人们对确切的语言数量依然持有不同看法。（“七十士译本”中比“马苏拉文本”中的同一章里多出了两个人物：爱丽萨和凯南，所以早期的希伯来故事传说，比如《密西拿》中都记载的是有70种语言）。一些持72种观点的早期资料是2世纪的基督教学者克莱曼特（Stromata I, 21）和希坡律陀（On the Psalms 9）的作品；在古叙利亚语文献Cave of Treasures（约为公元350年），埃陂法尼的《针砭集》（约为公元375年）以及圣奥古斯丁的《上帝之城》16:6（约为410年）中也多次出现该数字。希坡律陀的编年史第一次试图列举出那72个人中每一个人名字，他们会说这些语言。
圣依西多禄所写的《词源》一书（约成书于公元600年）中也说是72种；他从圣经摘录的诺亚后代中遗漏了约坍的后代，而且替换了亚伯拉罕和洛特的后代，所以总共只有56个人名；他还列举了当时的一些国家的名字，比如伦巴德王国和法兰克王国。这份名单对今后那些认为伦巴底人和法蘭克人同样是雅弗后代的作品产生了很大影响，比如《不列顛人的歷史》（约在公元833年），马苏第的《黄金草原》（The Meadows of Gold，约在公元947年），al-Bakri的《道路与王国之书》（1068年），11世纪的《Lebor Gabála Érenn》，以及米德拉什汇编集《Yosippon》（约在950年），《Chronicles of Jerahmee》和《雅煞珥书》。
其他与巴别时代72种（或70种）语言相关的文献有：Luccreth moccu Chiara的古爱尔兰诗集《Cu cen mathair》（大约为公元600年）；波斯历史学家 穆罕默德·伊本·贾里尔·塔巴里的爱尔兰僧侣书籍《Auraicept na n-Éces》和《歷代先知與帝王史》（约为公元915年）；安格鲁-撒克逊对话集《Solomon and Saturn》；俄罗斯的《往年纪事》（大约为公元1113年）；犹太的卡巴拉著作Bahir（公元1174年）； 斯諾里·斯蒂德呂松的《散文埃達》（大约为公元1200年）；叙利亚的《蜜蜂之书》（大约为公元1221年）；《Gesta Hunnorum et Hungarorum》（大约为公元1284年；其中提到70个“诺亚众子”中，闪的后代数量为22，哈姆的为31，雅弗的则是17）；维拉尼在1300年给出的解释；以及希伯来人的《Midrash ha-Gadol》（14世纪）。维拉尼曾说“巴别塔开始于大洪水之后700年，世界诞生2354年之后出现了‘语言的淆乱’。我们发现他们用了107年的时间来修建那座塔，那时候的人都很长寿”。但是《Gesta Hunnorum et Hungarorum》中的说法却是这项工程在大洪水之后200年就开始了。
语言被分化为72种的观点一直延续到了后来。何塞·德·阿科斯塔在他1576年的著作《De procuranda indorum salute》以及一个世纪之后的安东尼奥·维埃拉所著的《Sermão da Epifania》中则惊异的表示“语言的数量”可能远不止与此，因为光是在秘鲁和巴西的土著语言中就存在着数百种彼此无法沟通的语言。

### 引用
1. ↑  Metzger, Bruce Manning; Coogan, Michael D. . Oxford University Press. 2004: 28  [22 December 2012]. ISBN 978-0-19-517610-0. （原始内容存档于2020-11-30）.
2. ↑  Levenson, Jon D. . Berlin, Adele; Brettler, Marc Zvi  (编). . Oxford University Press. 2004: 29. ISBN 9780195297515.
3. ↑  Graves, Robert; Patai, Raphael. . Random House. 1986: 315  [2016-09-27]. （原始内容存档于2020-11-12）.
4. ↑  Schwartz, Howard; Loebel-Fried, Caren; Ginsburg, Elliot K. . Oxford University Press. 2007: 704  [2016-09-27]. （原始内容存档于2020-11-12）.
5. 1 2  Harris, Stephen L. . McGraw-Hill. 2002: 50–51. ISBN 9780767429160.
6. ↑  Streck, Michael P. . Damals（英语：Damals）. Vol. Special volume. 2006: 11–28 （德语）.
7. ↑  Diodorus Siculus, 2.9.9; Strabo, Geography, 16.1.5.
8. ↑  R.J. van der Spek, "Darius III, Alexander the Great and Babylonian scholarship" in: Achaemenid History XIII (Leiden 2003), 289–346.
9. 1 2  Kramer, Samuel Noah.  88 (1). 1968: 108–111. |journal=被忽略 (帮助)
10. ↑  創世記 11:4–9
11. ↑  . Etymonline.com.   [2013-11-07]. （原始内容存档于2017-07-23）.
12. ↑  Book of Genesis, 11:9
13. 1 2  Harris, Stephen L.（英语：Stephen L. Harris）, Understanding the Bible. Palo Alto: Mayfield. 1985.
14. ↑  Theodore Hiebert, 'The Tower of Babel and the Origin of the World's Cultures', Journal of Biblical Literature 126 (2007), pp. 29–58
15. ↑  Coogan, M. A Brief Introduction to the Old Testament: The Hebrew Bible in its Context. (Oxford University Press: Oxford 2009). p426
16. 1 2  Coogan, M. A Brief Introduction to the Old Testament: The Hebrew Bible in its Context. (Oxford University Press: Oxford 2009). p51
17. ↑  Benkinsopp, Joseph. "Introduction to the Pentateuch" in General and Old Testament Articles Vol 1 of The New Interpreter's Bible Commentary, edited by Leander E. Keck et al. (Nashville: Abingdon Press, Nashville 1994). p310
18. ↑  Levenson 2004，第11頁 "How much history lies behind the story of Genesis? Because the action of the primeval story is not represented as taking place on the plane of ordinary human history and has so many affinities with ancient mythology, it is very far-fetched to speak of its narratives as historical at all."
19. ↑  Josephus, Antiquities, 1.4.3
20. ↑  . Skepticsannotatedbible.com.   [2011-06-18]. （原始内容存档于2021-01-26）.
21. ↑  Jeffrey, Grant R. . Crown Publishing Group. 2013-06-19  [2016-09-27]. ISBN 9780307508607. （原始内容存档于2020-05-19） （英语）.
22. ↑  Asimov, Isaac. . Avon Books（英语：Avon Books）. 1971: 54–55. ISBN 9780380010325.
23. ↑  . news.discovery.com.   [2011-12-28]. （原始内容存档于2012-10-22）.
24. ↑  . Schoyen Collection.com.   [2011-12-28]. （原始内容存档于2013-01-16）.
25. ↑  . Sacred-texts.com.   [2011-06-18]. （原始内容存档于2021-02-25）.
26. ↑  . Classiclit.about.com. 2011-03-25  [2011-06-18]. （原始内容存档于2012-01-13）.
27. ↑  Ether（英语：Book of Ether） Template:Lds
28. ↑  Parry, Donald W., , Ensign（英语：Ensign (LDS magazine)）, January 1998  [2016-09-27], （原始内容存档于2019-02-06）
29. ↑  145f. （页面存档备份，存于）: an-ki ningin2-na ung3 sang sig10-ga den-lil2-ra eme 1-am3 he2-en-na-da-ab-dug4.
30. ↑  Pickthal, M. "Quran" (in English), Suras 28:36 and 40:36–37. Amana Publishers, UK 1996
31. ↑  . Quran.com.   [2013-11-07]. （原始内容存档于2021-02-24）.
32. ↑  Jewish Encyclopedia "Babel, Tower of"
33. ↑  . Books.google.co.uk.   [2011-06-18]. （原始内容存档于2020-11-12）.
34. ↑  Andreas Dorschel, 'Ach, Sie waren nicht in Oxford? Antonia S. Byatts Roman "Der Turm zu Babel"', in: Süddeutsche Zeitung Nr. 274 (25 November 2004), p. 16.
35. 1 2  Frazer, Folk-Lore in the Old Testament(1918), chap. 5.
36. ↑  Thomas Edwin Farish, Arizona Historian. . Southwest.library.arizona.edu.   [2014-03-05]. （原始内容存档于2015-01-13）.
37. ↑  
Folk-lore in the Old Testament by James George Frazer, p. 384 ff.
38. ↑  Kohl, Reisen in die 'Ostseeprovinzen, ii. 251–255
39. ↑  T. Hiebert, 'The Tower of Babel and the Origin of the World's Cultures', Journal of Biblical Literature 126 (2007), p. 37
40. ↑  Selections from Giovanni's Chronicle in English （页面存档备份，存于）.